# Papuahoya
Papuahoya Rodda & Simonsson – rodzaj roślin z rodziny toinowatych (Apocynaceae). Obejmuje trzy gatunki występujące endemicznie w lasach mgielnych w Prowincji Morobe oraz na granicy Prowincji Centralnej i Prowincji Oro na Nowej Gwinei. Rośnie na omszałym podłożu, u podstawy pni drzew lub jako epifit. Papuahoya bykulleana jest często półepifitem.  

## Morfologia
PokrójSmukłe pnącza, epifity lub półepifity.
PędyOmszone. Sok mleczny obecny we wszystkich organach wegetatywnych. Korzenie powietrzne wyrastają z łodygi w miejscach stykających się z potencjalnym podłożem.
LiściePojedyncze koletery obecne po każdej stronie nasady ogonka liściowego. Blaszki liściowe lancetowate do jajowatych, sztywne i papierzaste, omszone, z wiekiem nagie, o wymiarach 2–5×1–2,5 cm. Użyłkowanie liścia pierzaste.
KwiatyPojedyncze lub zebrane od 2 do 10 w kwiatostany. Szypuły wieloletnie, omszone. Szypułki wszystkie tej samej długości. Działki kielicha podługowate, wolne. Korona kwiatu dzwonkowata do urnowatej, zwieńczona wolnymi, rozpostartymi, trójkątnolancetowatymi łatkami, biała do białokremowożółtej. Pręciki zrośnięte ze słupkiem w krótko szypułkowany prętosłup. Korona kwiatu u nasady kulistawa lub prosta. Płatki korony niemal całkowicie zrośnięte z pręcikami, wzniesione, zaostrzone z zaokrąglonym wierzchołkiem. Główka prętosłupa stożkowata, ukryta między wierzchołkowymi wyrostkami pylników. Pyłkowiny podługowate. Zalążnia stożkowata.
OwoceNiezbadane.

## Systematyka
Pozycja systematycznaRodzaj z plemienia Marsdenieae w podrodzinie Asclepiadoideae w rodzinie toinowatych Apocynaceae.
Gatunki
- Papuahoya bykulleana Simonsson & Rodda
- Papuahoya neoguineensis Simonsson & Rodda
- Papuahoya urniflora (P.I.Forst.) Rodda & Simonsson